# Lauri Kivinen
Lauri Kivinen, född 8 maj 1895 i Libelits, död 20 augusti 1955 i Kemi, var en finländsk industriman. 
Kivinen var verkställande direktör för Veitsiluoto Oy i Kemi 1932–1955. Under hans ledning utvidgade företaget, som ursprungligen endast drivit sågverksrörelse, verksamheten till pappers- och cellulosaindustrins område. Han tilldelades bergsråds titel 1942.